# Josef Augustin (Musiker)
Josef Augustin (* 1929 in Batsch-Sentiwan; † 1980 in Dachau) war ein deutscher Volksmusiker.

## Leben
Josef Augustin war hauptberuflich Fotograf, was sich in vielen Plattencovern offenbarte.
Augustins Blasorchester wurde 1965 von seinem Vater Nikolaus Augustin und ihm in Anlehnung an eine lange Familientradition gegründet. In den 1970er Jahren gab es zahlreiche Auftritte, 1970–1972 auch in Übersee. Die Bezeichnung war bis 1974 „Donauschwäbische Blasmusik“ und ab 1975 Umbenennung in „Josef Augustin und sein Blasorchester“. Augustin leitete das Orchester bis zu seinem frühen Tode. Das Orchester sollte anschließend vom Konzertmeister Freek Mestrini weitergeführt werden, was jedoch nicht zur Durchführung kam und zum Ende der über 100-jährigen Tradition führte. Josef Augustin verstarb 1980 nach kurzer schwerer Krankheit an Krebs.

### Produktionen
Im Zeitraum zwischen 1966 und 1980 wurden über 50 LPs produziert, darunter auch zwei mit dem kleinen Zweitorchester „Silberwaldmusikanten“. 
1972–78 wurde pro Jahr zusätzlich zu den Produktionen mit volkstümlichen Titeln eine LP mit Potpourris aktueller Schlager produziert. Besonderes Verdienst von Sohn und Vater Augustin war dabei, jeweils aktuelle Schlager kurzfristig für ein Blasorchester zu arrangieren und kompetent wiederzugeben. Die erfolgreichsten Titel sind „Rosen der Liebe“, „Zwei weiße Rosen“, „Du und ich“, sowie die Polka „Wälder und Seen“. Ca. 55 % der Titel sind Polkas und 40 % Walzer, sowie 5 % Märsche und einige Ländler. Als musikalisches Vermächtnis gelten die beiden letzten Produktionen von 1980:
- ein Album mit reduzierter Orchesterbesetzung und einigen modern arrangierten Titeln mit Saxopohon-Einlagen von Manfred Mende, mit der Bezeichnung „Neues schenkt uns jeder Tag“,
- sowie ein Album mit den Silberwaldmusikanten („O Heideröslein“).

### Auszeichnungen
- Josef Augustin wurde mehrfach ausgezeichnet, so mit der Hermann-Löns-Medaille.
- 1973 erhielt er seine erste Goldene Schallplatte.

## Musik
Die Standardbesetzung des Orchesters war 
- eine Es-Klarinette (bis 1970),
- 2 B-Klarinetten,
- 4 Flügelhörner (4. auch Trompete),
- 4 Tenorhörner(Baritone),
- 3 Posaunen,
- 1 B-Tuba (bis 1972 Helikon),
- Schlagzeug mit kl. Trommel, gr. Trommel und Schlagbecken.

1980 produzierte Augustin Titel mit zusätzlich 2 Alt-Saxophonen und E-Bass. Die Besetzung der Silberwaldmúsikanten war Akkordeon, Trompete, Tenorhorn, B-Klarinette, Gitarre und E-Bass. Etwa die Hälfte der Titel war von Duos Sopran/Tenor besungen:
Dies waren ab 1973 Erni Hornung und Josef Augustin als „Silberwald-Duo“, zuvor auch einige Titel mit dem Gesang weiterer Künstler, wie Hansl Krönauer und Helga Reichel. 1979/80 Auftritte mit einer zweiten Sängerin und einem Sänger mit Bariton-Stimmlage.
In den letzten Gesangsaufnahmen mit dem Silberwald-Duo (von 1980) ist eine krankheitsbedingte Änderung der Stimmlage von Josef Augustin zu erkennen. Die Kompositionen stammen größtenteils von Nikolaus Augustin, der dabei zum Teil auf Volksweisen aus Pannonien zurückgriff. Ferner wurden einige Kompositionen von Franto Linharek, Laurin Munter und Freek Mestrini eingespielt.
Das Orchester bestand anfangs teilweise aus Amateurmusikern, und ab 1973 fast ausschließlich aus Profi-Musikern. Im Orchester spielten außer Josef drei weitere Mitglieder der Augustin-Familie: Sein Vater Nikolaus am Bariton (bis 1978), sein Bruder Andreas an der Posaune, sowie sein Großcousin Michael Horn an Helikon und Tuba (bis 1973). Aufgrund eines gegenseitigen Einverständnisses mit Ernst Mosch spielten namhafte Musiker der Original Egerländer Musikanten auch bei Josef Augustin, so der Konzertmeister und Solo-Trompeter Freek Mestrini, Franto Linharek, Manfred Mende, Rudolf Lutze, Willi Müller, Antonin Schumacher, Reinhold Bönig, Herman Engelbertink, Ewald Komar, Albert Sontheim, Walter Huber, Josef Güntner, Josef Pemmerl und Hans Bodenmüller.
Der Klang des Orchesters erreichte ab 1974 ein hohes Maß an Weichheit und Seidigkeit. Die Produktionen der Jahre 1973–1979 gelten als der musikalische Höhepunkt und Zenit des Erfolges von Josef Augustin. 

## Titelauswahl
| - Wälder und Seen, Polka (1979) - Du und ich, Polkalied (1979) - Dolannes-Melodie (1976) - Melanie-Polka (1979) - Sängergrüße, Walzer (1979) - Rosen der Liebe, Walzerlied (1969) - Zwei weiße Rosen, Walzerlied (1969) - Sommerwind, Konzertpolka (1967) - Kirchweih-Marsch (1966) - Der kleine Trompeter, Polka (1975) | - Am Lowitzer See, Konzertpolka (1975) - Lasst uns wandern, Polkalied (1976) - Beim Theissenwirt (Hör mal zu), Polka, Solo für Kaiserbariton (1972 und 1976) - Musikanten-Buckl, Polkalied (1978) - Abendrot über der Pußta, Konzertmarsch (1978) - Am Bächlein, Polka, Solo für zwei Klarinetten (1976) - Wenn die Musik spielt, Polkalied (1968) - Das Echo vom Silberwald, langsamer Walzer, Duo für zwei Trompeten und Echo (1980) - Veilchenblaue Augen, Polkalied (1968) - Rosmarin, Walzerlied (1968) |

## Diskographie
| - Die Heimat im Herzen (1981) best of-Gedenk-Produktion - Neues schenkt uns jeder Tag (1980) - O Heideröslein (Silberwaldmusikanten) (1980) - Profile (1979) best of - Lieder aus glücklichen Tagen (1979) - Wo der Wildbach rauscht (1978) - Im Försterhaus (Silberwaldmusikanten) (1978) - 24 goldene Melodien – das Beste von Josef Augustin (2LP best of) - Bei uns zu Gast (1978) - Goldene Donauklange (1977) - Mein Herz läßt dich grüßen (1977) - Die kleine Kneipe (1976) - Tanz im Festzelt (1976) | - Gut gelaunt (1976) best of - Heimatlieder (1975) - Es war einmal ein Jäger (1975) - Tanz im alten Dorfkrug (1975) - 20 volkstümliche Schlager (1975) - …und in der Heimat (1973) - Rosen der Liebe (1973) (best of, mehrfach neu aufgelegt) - Die lustigen Schwaben (1973) - Nach der Heimat ziehts mich wieder (1973) - Ein Abend mit Josef Augustin (1973) - So schön ist Blasmusik (1973)(2LP) - Schön ist es auf der Welt zu sein (1972) - So ein schöner Tag (1972) | - Ein froher Sommertag in der Wachau (1972)*** - Vergißmeinnicht (1972) - Goldner Klang der Donau entlang (1972) (2LP best of) - Rot blüht der Mohn (ca. 1971) - Josef Augustin (ca. 1971) - Im Birkenwald (ca. 1970) - Zwei weiße Rosen (ca. 1969) - Wenn die Musik spielt (ca. 1969) - Grüsse der Heimat (ca. 1969) - Donauschwäbische Blasmusik – Musik für alle (ca. 1969) - Grüß mir die Heimat (ca. 1966) - Donauschwäbische Blasmusik Josef Augustin (ca. 1965) |